# Tectonatica unicolor
Tectonatica unicolor is een slakkensoort uit de familie van de Naticidae. De wetenschappelijke naam van de soort is voor het eerst geldig gepubliceerd in 1993 door Ma & Zhang.